# Tägerwilen
Tägerwilen (toponimo tedesco) è un comune svizzero di 4 510 abitanti del Canton Turgovia, nel distretto di Kreuzlingen.

## Monumenti e luoghi d'interesse

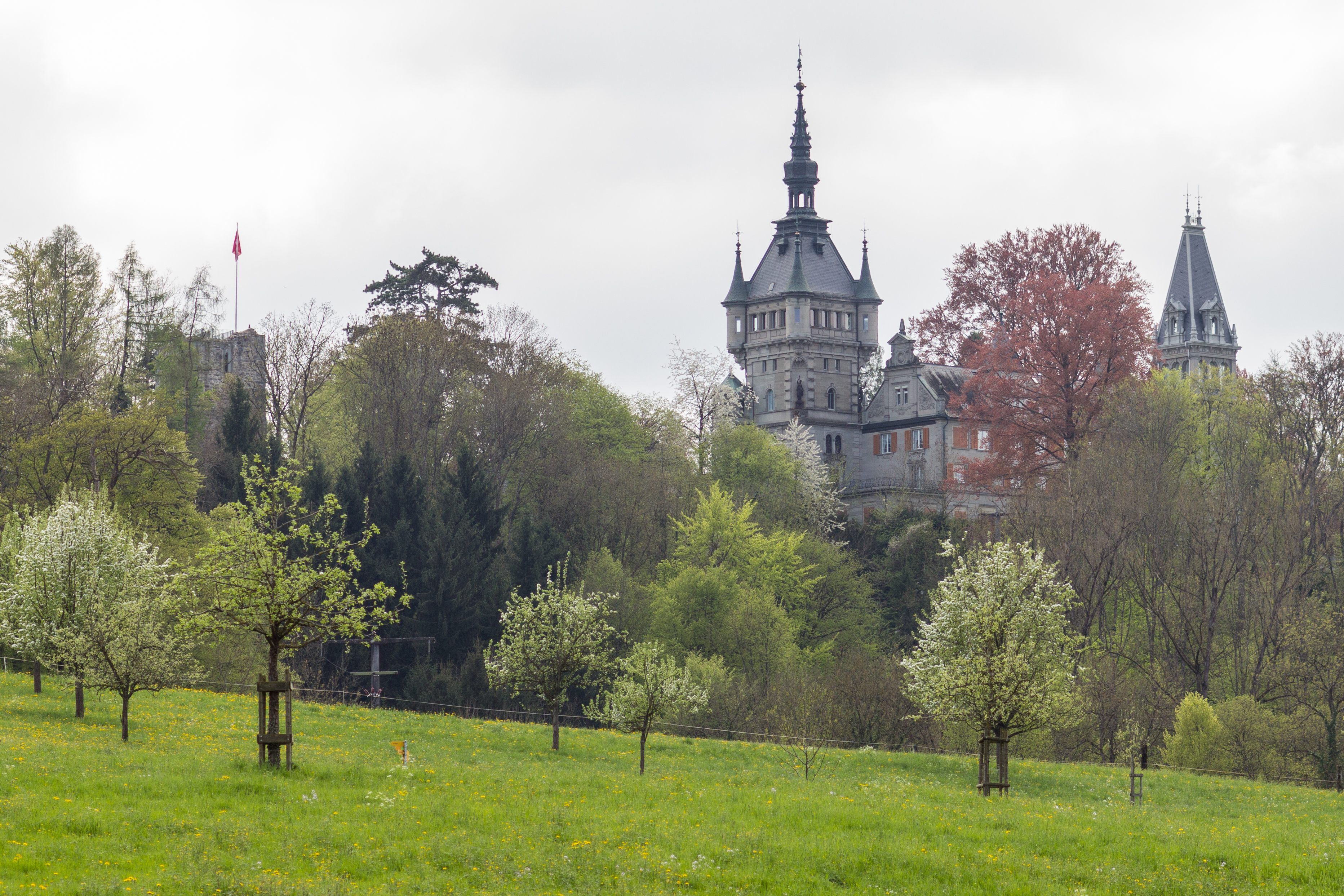
Il castello di Castell

- Castello di Castell, attestato dal 1146[1].

## Società

### Evoluzione demografica
L'evoluzione demografica è riportata nella seguente tabella:
Abitanti censiti

## Infrastrutture e trasporti
È servito dalla stazione di Tägerwilen Dorf sulla ferrovia Mittelthurgaubahn e dalla stazione di Tägerwilen-Gottlieben sulla ferrovia Sciaffusa-Rorschach.